# Laska (jezioro)
Laska (kasz. Jezoro Lôska) – jezioro eutroficzne na Równinie Charzykowskiej w obrębie Zaborskiego Parku Krajobrazowego i gminy Brusy (powiat chojnicki, województwo pomorskie).
Jezioro objęte jest faunistycznym rezerwatem przyrody „Jezioro Laska” o powierzchni 65,39 ha, utworzonym w roku 1977. Miejsce lęgowe ptaków wodnych i błotnych (m.in. łabędzia niemego, kaczki krzyżówki, perkoza dwuczubego, gągoła, łyski, mewy śmieszki i czapli siwej). Występuje tu również: bielik, kormoran, błotniak stawowy i rybołów. Przez jezioro przepływa rzeka Zbrzyca.